# سکس‌شناسی
سکس‌شناسی یا سکسولوژی (به انگلیسی: Sexology) یا کامش‌شناسی علمی است که به بررسی میل جنسی در انسان، بین زنان و مردان شامل علایق جنسی انسان، رفتارهای جنسی و عملکردهای مرتبط می‌پردازد. اصطلاح سکس‌شناسی به طور کلی به مطالعه غیرعلمی جنسیت، مانند نقد اجتماعی، اشاره نمی‌کند.
سکس‌شناس‌ها ابزارهایی را از چندین زمینه دانشگاهی مانند انسان‌شناسی، زیست‌شناسی، پزشکی، روان‌شناسی، همه‌گیرشناسی، جامعه‌شناسی و جرم‌شناسی استفاده می‌کنند. موضوعاتی که مورد بررسی قرار می‌گیرند شامل رشد جنسی (بلوغ)، گرایش جنسی، هویت جنسیتی، روابط جنسی، فعالیت‌های جنسی، انحراف جنسی و علایق جنسی غیرمعمول می‌شود. همچنین تمایلات جنسی در طول عمر، از جمله تمایلات جنسی کودکان، بلوغ، تمایلات جنسی نوجوانان و تمایلات جنسی در میان سالمندان نیز مورد مطالعه قرار می‌گیرد. سکس‌شناسی در میان افراد دارای ناتوانی ذهنی یا جسمی، جنسیت را در بر می‌گیرد. مطالعه جنسی در مورد اختلالات و ناکارآمدی جنسی، از جمله اختلال نعوظ و آنورگاسمی نیز از موارد اصلی است.

## تاریخچه

### آغازین
راهنمای آمیزش جنسی از قرن‌ها پیش وجود داشته‌اند، از جمله اثر اووید با عنوان آرس آماتوریا، کاماسوترا نوشتهٔ واتسیایانا، آنانگا رنگا و باغ معطر برای شادی روح. اثر روسپی‌گری در شهر پاریس, مطالعه‌ای در دهه ۱۸۳۰ میلادی بر روی ۳٬۵۵۸ روسپی ثبت‌شده در پاریس، که توسط الکساندر ژان باتیست پاران-دوشتوله نگاشته شده و یک سال پس از مرگش در سال ۱۸۳۷ منتشر شد، به‌عنوان نخستین اثر پژوهشی مدرن در زمینهٔ مسائل جنسی شناخته می‌شود.
در انگلستان،  جیمز گراهام از نخستین پژوهشگران حوزهٔ جنسیت بود که دربارهٔ فرایند آمیزش جنسی و بارداری سخنرانی می‌کرد.
مطالعهٔ علمی رفتار جنسی انسان از قرن نوزدهم میلادی آغاز شد، با اثر  هاینریش کان به نام روان‌آزاری جنسی در سال ۱۸۴۴ که میشل فوکو آن را به‌عنوان نقطهٔ آغاز پیدایش مفاهیم جنسیت و انحرافات جنسی در حوزهٔ روان‌پزشکی توصیف می‌کند. واژهٔ «سکسولوژی» برای نخستین‌بار در ایالات متحده توسط الیزابت اسگود گودریچ ویلارْد در سال ۱۸۶۷ به‌کار رفت. تقریباً هم‌زمان، گروهی از فعالان همجنس‌گرا که هنوز خود را سکسولوژیست نمی‌دانستند، در پاسخ به تغییرات مرزی در اروپا، که تضادهایی میان قوانین جنسی آزاد و قوانین جرم‌انگارانه‌ای همچون منع فعالیت‌های همجنس‌گرایانه پدیدآورده بود، واکنش نشان دادند.

### دوران ویکتوریا تا جنگ جهانی دوم

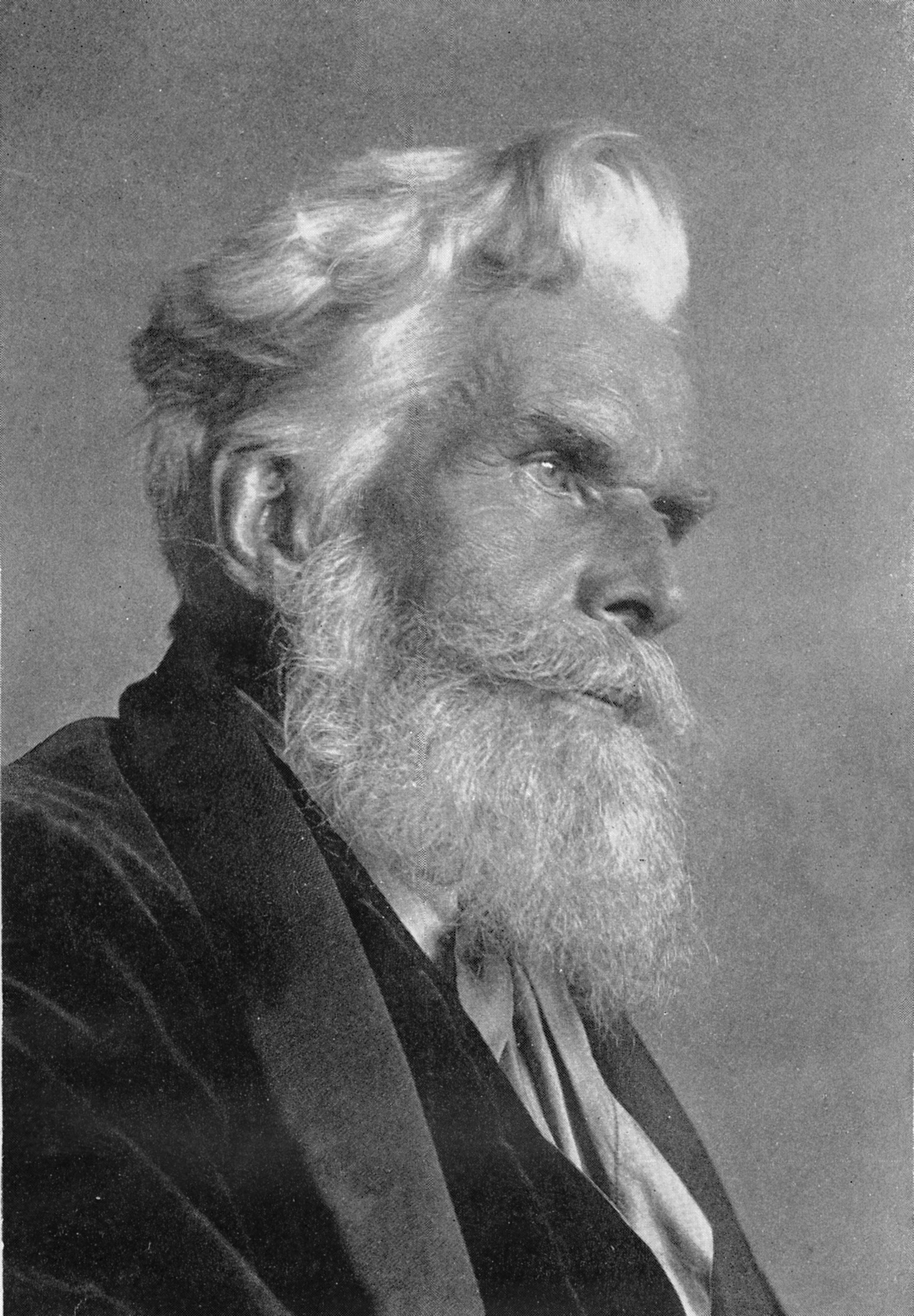
هولاک الیس، چهره‌ای پیشگام در جنبش رهایی جنسی در اواخر قرن نوزدهم میلادی

با وجود فضای اجتماعی حاکم بر اخلاق ویکتوریایی که سرکوب جنسی را ترویج می‌داد، حرکت به‌سوی آزادی جنسی در اواخر سدهٔ نوزدهم در انگلستان و آلمان آغاز شد. در سال ۱۸۸۶، ریشارد فون کرافت-ابینگ کتاب روان‌آزاری جنسی را منتشر کرد. این اثر یکی از نخستین آثار علمی‌ای است که زمینهٔ سکسولوژی را به‌عنوان یک رشتهٔ علمی پایه‌گذاری کرد.
در انگلستان، هولاک الیس به‌عنوان بنیان‌گذار سکسولوژی شناخته می‌شود. او تابوهای جنسی رایج در دوران خود را دربارهٔ خودارضایی و همجنس‌گرایی به چالش کشید و درک تازه‌ای از رابطهٔ جنسی در جامعه ارائه داد. اثر مهم او، وارونگی جنسی (۱۸۹۷)، به روابط جنسی میان مردان همجنس‌گرا، از جمله روابط میان مردان و پسران، می‌پردازد. این نخستین مطالعهٔ عینی دربارهٔ همجنس‌گرایی بود (اصطلاح «همجنس‌گرایی» توسط کارل ماریا کرتبنی ابداع شده بود) که آن را نه بیماری، نه غیراخلاقی و نه جرم تلقی می‌کرد. این کتاب عشق میان‌همجنسان را فراتر از تابوهای سنی و جنسیتی می‌دید. در میان بیست‌ویک مطالعهٔ موردی او، هفت مورد به روابط بین‌نسلی اختصاص دارد. او همچنین مفاهیم روان‌شناختی مهمی مانند خودتحریکی و نارسیسیسم را توسعه داد، مفاهیمی که بعدها زیگموند فروید آن‌ها را گسترش داد.
الیس در کنار پژوهشگر آلمانی ماگنوس هیرشفلد، از پیشگامان بررسی پدیده‌های مربوط به تراجنسیتی بود. او این وضعیت را به‌عنوان مقوله‌ای مستقل از همجنس‌گرایی معرفی کرد. در سال ۱۹۱۳، در واکنش به مطالعات هیرشفلد دربارهٔ مبدل‌پوشی، اما با رد اصطلاحات او، الیس واژهٔ «وارونگی جنسی-زیباشناختی» را برای توصیف این پدیده پیشنهاد داد.
در سال ۱۹۰۸، نخستین نشریهٔ تخصصی در این حوزه با عنوان نشریهٔ سکسولوژی به چاپ رسید و به‌مدت یک سال به‌صورت ماهانه منتشر شد. این مجله مقاله‌هایی از فروید، آلفرد آدلر و ویلهلم اشتکل را دربرداشت. در سال ۱۹۱۳ نیز نخستین انجمن علمی با عنوان انجمن سکسولوژی بنیان نهاده شد.
زیگموند فروید نظریه‌ای دربارهٔ  رشد روانی- جنسی تدوین کرد که شامل مراحل دهانی، مقعدی ،  فالیک،  نهفتگی و  تناسلی است. این مراحل از نوزادی تا بلوغ و پس از آن را در بر می‌گیرد. او این مراحل را بر پایهٔ تجربیات بالینی خود در اواخر قرن نوزدهم و اوایل قرن بیستم تدوین کرد. ویلهلم رایش و اتو گراس از شاگردان فروید بودند اما بعدها به‌سبب تأکید زیاد او بر نقش جنسیت، نظریه‌هایش را رد کردند، چرا که آن‌ها به دنبال ارتباط میان سکسولوژی و رهایی اجتماعی بودند.

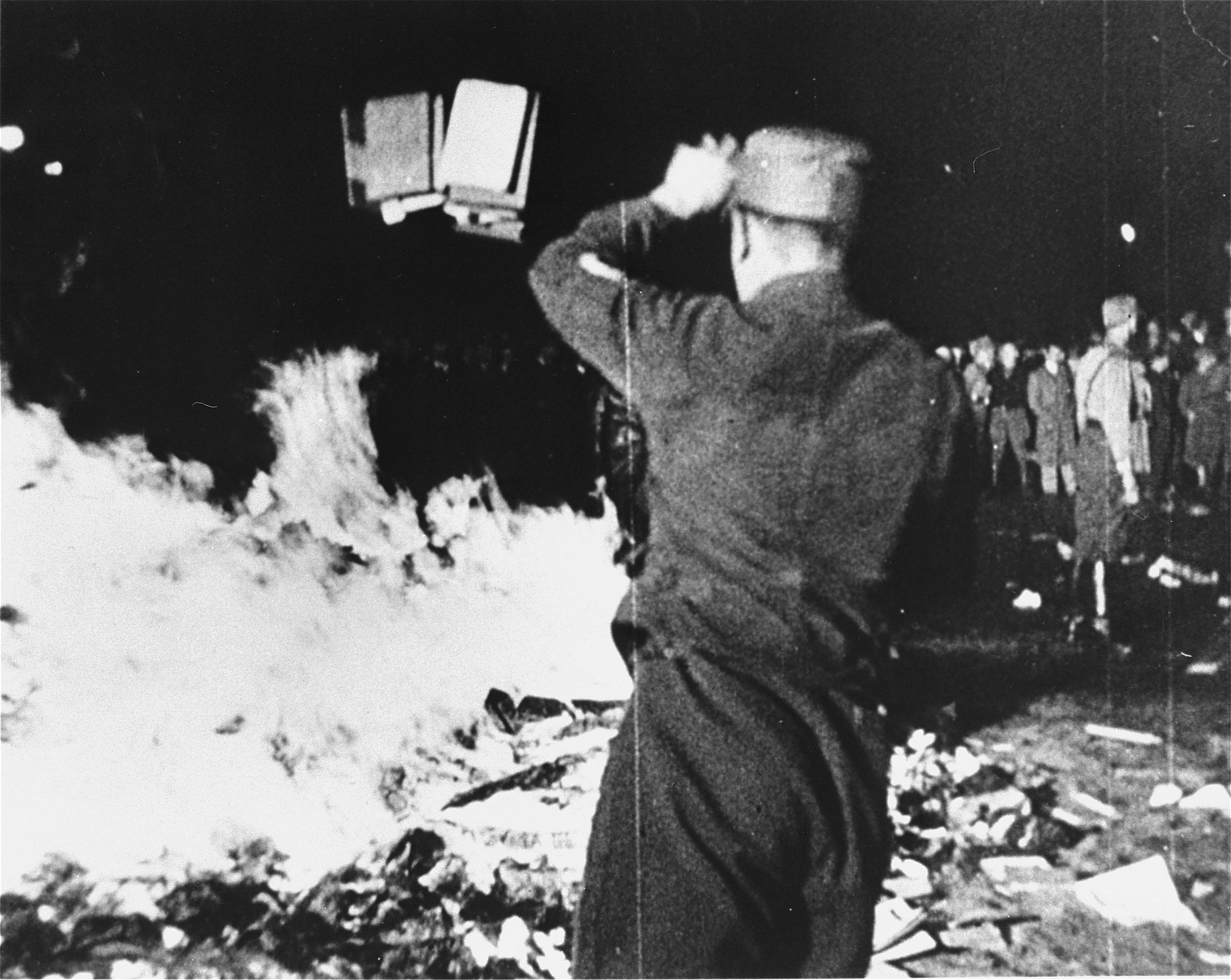
کتاب‌های هیرشفلد در برلین توسط نازی‌ها به جرم «ضد آلمانی» بودن سوزانده شد.

پیش از به‌قدرت رسیدن نازی‌ها، آلمان با تکیه بر قانون ناپلئونی که دیدگاه‌های جنسی آزادانه‌تری داشت، در برابر تأثیرات فرهنگی محدودکنندهٔ ویکتوریایی ایستادگی کرد. پژوهشگران این جنبش تلاش کردند تا مطالعات جنسی را از مرزهای رشته‌های علمی سنتی فراتر ببرند و همین امر باعث شد آلمان در سدهٔ بیستم در صدر پژوهش‌های سکسولوژی قرار گیرد. پزشک آلمانی ماگنوس هیرشفلد مدافع سرسخت حقوق اقلیت‌های جنسی بود و کمیتهٔ بشردوستانهٔ علمی  را به‌عنوان نخستین گروه دفاع از حقوق همجنس‌گرایان و تراجنسیتی‌ها بنیان گذاشت.
هیرشفلد همچنین نخستین مؤسسهٔ سکسولوژی را در سال ۱۹۱۹ در برلین تأسیس کرد. این مؤسسه دارای کتابخانه‌ای با بیش از ۲۰٬۰۰۰ جلد کتاب، ۳۵٬۰۰۰ عکس، مجموعه‌ای بزرگ از آثار هنری و اشیای مرتبط بود. افراد زیادی از سراسر اروپا به این مؤسسه مراجعه می‌کردند تا درک بهتری از تمایلات جنسی خود پیدا کنند و برای درمان اختلالات و دغدغه‌های جنسی مشاوره بگیرند.
هیرشفلد نظامی ارائه داد که در آن انواع مختلف و واقعی یا فرضی افراد میانهٔ جنسیتی میان مرد و زن معرفی می‌شد، تا تنوع تمایلات جنسی انسانی را نشان دهد. او همچنین افرادی را که امروزه به‌عنوان ترنس‌سکشوال یا تراجنسیتی شناخته می‌شوند، از مقولهٔ همجنس‌گرایی جدا دانست و آن‌ها را با عنوان ترانس‌وستیتن (مبدل‌پوش) معرفی کرد. برتری آلمان در پژوهش‌های مربوط به رفتار جنسی با ظهور رژیم نازی به پایان رسید. مؤسسه و کتابخانهٔ آن در کمتر از سه ماه پس از به‌قدرت رسیدن نازی‌ها، در تاریخ ۸ مه ۱۹۳۳، به‌طور کامل نابود شدند و کتاب‌های آن سوزانده شد.
دیگر پژوهشگران حوزهٔ سکسولوژی در جنبش ابتدایی حقوق همجنس‌گرایان شامل  ارنست بورکارد و بندیکت فریدلندر بودند. ارنست گرفنبرگ، که نقطهٔ جی به‌نام او شناخته می‌شود، نخستین پژوهش‌ها دربارهٔ توسعهٔ وسیله داخل‌رحمی (آی‌یودی) را منتشر کرد.

### پس از جنگ جهانی دوم
پس از جنگ جهانی دوم، سکسولوژی در ایالات متحده و اروپا دچار نوعی رنسانس شد. مطالعات گسترده دربارهٔ رفتار جنسی، عملکرد جنسی و اختلال عملکرد جنسی منجر به توسعهٔ درمان جنسی شد. سکسولوژی پس از جنگ جهانی دوم در ایالات متحده تحت تأثیر ورود پناهجویان اروپایی که از رژیم نازی گریخته بودند و همچنین محبوبیت مطالعات کینزی قرار گرفت. تا آن زمان، سکسولوژی آمریکایی عمدتاً شامل گروه‌هایی بود که برای پایان دادن به روسپی‌گری و آموزش جوانان دربارهٔ بیماری‌های آمیزشی فعالیت می‌کردند.
آلفرد کینزی مؤسسهٔ تحقیقات جنسی  را در دانشگاه ایندیانا در بلومینگتون در سال ۱۹۴۷ بنیان نهاد. این مؤسسه اکنون با نام «مؤسسهٔ کینزی برای تحقیقات دربارهٔ جنسیت، جنس و تولید مثل» شناخته می‌شود. او در کتاب خود در سال ۱۹۴۸ نوشت که آن زمان دانش علمی دربارهٔ رفتار جنسی حیوانات اهلی بیشتر از انسان‌ها بود.
روان‌شناس و سکسولوژیست جان مانی در دههٔ ۱۹۵۰ نظریه‌هایی دربارهٔ هویت جنسی و هویت جنسیتی توسعه داد. او معتقد بود که هویت جنسیتی در دوران کودکی انعطاف‌پذیر است و تحت تأثیر عوامل محیطی شکل می‌گیرد. یکی از معروف‌ترین نمونه‌های پژوهش او، پروندهٔ دیوید رایمر بود که جنجال‌برانگیز شد. مانی توصیه کرد که ریمِر که در نوزادی دچار آسیب در دستگاه تناسلی شده بود، به عنوان دختر بزرگ شود. اگرچه در ابتدا این مورد به‌عنوان تأییدی بر نظریات مانی مطرح شد، اما ریمر در نوجوانی جنسیت منصوب‌شده را رد کرد و دچار آسیب‌های روانی شد. این پرونده نقش مهمی در شکل‌گیری پروتکل‌های درمانی برای کودکان میان‌جنسی (اینترسکس) داشت، اما انتقادهای گسترده‌ای نیز برانگیخت.
 کورت فروند  دستگاه  پلی‌تسموگراف آلت تناسلی را در چکسلواکی در دههٔ ۱۹۵۰ توسعه داد. این وسیله برای اندازه‌گیری عینی میزان برانگیختگی جنسی در مردان طراحی شده بود و امروزه در ارزیابی پدوفیلیا و نوجوان‌خواهی کاربرد دارد. این ابزار در بررسی مجرمان جنسی نیز مورد استفاده قرار گرفته است.
در سال‌های ۱۹۶۶ و ۱۹۷۰، مسترز و جانسون آثار خود به نام‌های پاسخ جنسی انسان و ناتوانی جنسی انسان را منتشر کردند. این کتاب‌ها با استقبال زیادی مواجه شدند و آن‌ها در سال ۱۹۷۸ مؤسسه‌ای به نام  مؤسسهٔ مسترز و جانسون تأسیس کردند.
ورن بولو ، مورخ سکسولوژی در این دوره بود و به‌عنوان پژوهشگر نیز در این حوزه فعالیت داشت.
ظهور اچ‌آی‌وی/ایدز در دههٔ ۱۹۸۰ باعث شد تمرکز پژوهش‌های سکسولوژیک به‌طور جدی به سوی درک و کنترل گسترش این بیماری معطوف شود.

### قرن بیست و یکم
پیشرفت‌های فناوری امکان بررسی پرسش‌های سکسولوژیک را از طریق مطالعات مبتنی بر ژنتیک رفتاری، تصویربرداری عصبی، و نظرسنجی‌های گستردهٔ مبتنی بر اینترنت فراهم کرده‌اند.
سکسولوژی در برخی حوزه‌های قضایی یک حرفهٔ دارای مقررات رسمی است. برای نمونه، در استان کبک کانادا، سکسولوژیست‌ها باید عضو سازمان حرفه‌ای سکسولوژیست‌های کبک باشند. این حرفه یکی از رشته‌هایی است که می‌تواند از  سازمان حرفه‌ای سکسولوژیست‌های کبک مجوز ارائهٔ روان‌درمانی دریافت کند.

## سکس‌شناسی در ایران
مطالعهٔ علمی دربارهٔ تمایلات و رفتارهای جنسی در ایران با محدودیت‌های فرهنگی، مذهبی و قانونی قابل توجهی مواجه است، اما با این حال پژوهش‌هایی در حوزهٔ سکس‌شناسی به‌ویژه در زمینهٔ سلامت جنسی، آموزش جنسی و اختلالات عملکرد جنسی در سال‌های اخیر انجام شده‌اند. بیشتر این فعالیت‌ها در چارچوب پزشکی، روان‌پزشکی و سلامت باروری صورت گرفته‌اند، و تمرکز آن‌ها اغلب بر پیشگیری از بیماری‌های مقاربتی، درمان ناباروری، رضایت جنسی در روابط زناشویی، و بهداشت جنسی بوده است.
در ایران، آموزش رسمی در حوزهٔ سکس‌شناسی در سطح دانشگاهی بسیار محدود است، اما برخی از متخصصان روان‌پزشکی، پزشکی جنسی، و مشاورهٔ خانواده با بهره‌گیری از پژوهش‌های بین‌المللی و آموزش‌های تکمیلی، در این حوزه فعالیت دارند. همچنین پژوهش‌هایی از سوی دانشگاه‌های علوم پزشکی دربارهٔ شیوع اختلالات جنسی، نگرش به آموزش جنسی، و رفتارهای جنسی سالم منتشر شده‌اند. با این‌حال، تابوهای فرهنگی و فشارهای اجتماعی مانعی برای پژوهش گسترده و آموزش عمومی در این زمینه محسوب می‌شوند.
از سوی دیگر، نهاد دین در ایران نقش مهمی در طرح و تبیین مسائل جنسی ایفا کرده است. برخلاف نگاه سکوت‌آمیز یا تابو گونه در بسیاری از فرهنگ‌ها، ادبیات فقهی و دینی شیعه از گذشته شامل مباحث صریح دربارهٔ روابط جنسی، احکام زناشویی، و جزئیات رفتار جنسی بوده است. این حضور پررنگِ دینی در حوزهٔ اخلاق جنسی، در دوره‌های تاریخی مختلف، به‌ویژه پس از انقلاب ۱۳۵۷، موجب شگفتی یا بازنگری در تلقی‌های عمومی نسبت به حدود و امکان گفت‌وگو پیرامون مسائل جنسی شده است.  
با رشد استفاده از اینترنت و شبکه‌های اجتماعی، گفت‌وگو دربارهٔ موضوعات جنسی در جامعهٔ ایران گسترش یافته است و همین امر موجب افزایش آگاهی عمومی و تقاضا برای آموزش‌های مبتنی بر شواهد شده است. همچنین برخی درمانگران با رعایت چهارچوب‌های قانونی و اخلاقی، خدماتی در زمینهٔ درمان اختلالات جنسی و مشاورهٔ زوجین ارائه می‌کنند.